# 塞繆戈溫電影公司
塞缪戈温电影公司（The Samuel Goldwyn Company）是一間美國電影公司，其主要作品有：《挽歌》（Elegy）、《南方传奇》（Southland Tales）、《武者回歸》（Returner）、《碧海蓝天》（Le Grand Bleu）、《怒海爭鋒：極地征伐》（Master and Commander: The Far Side of the World）等等。

## 外部連結
- （英文）塞繆戈溫電影製作有限公司官方網站
- 互联网电影数据库上塞繆戈溫電影公司的资料（英文）
- 互联网电影数据库上塞繆戈溫電影製作有限公司的资料（英文）